# Œuf parfait

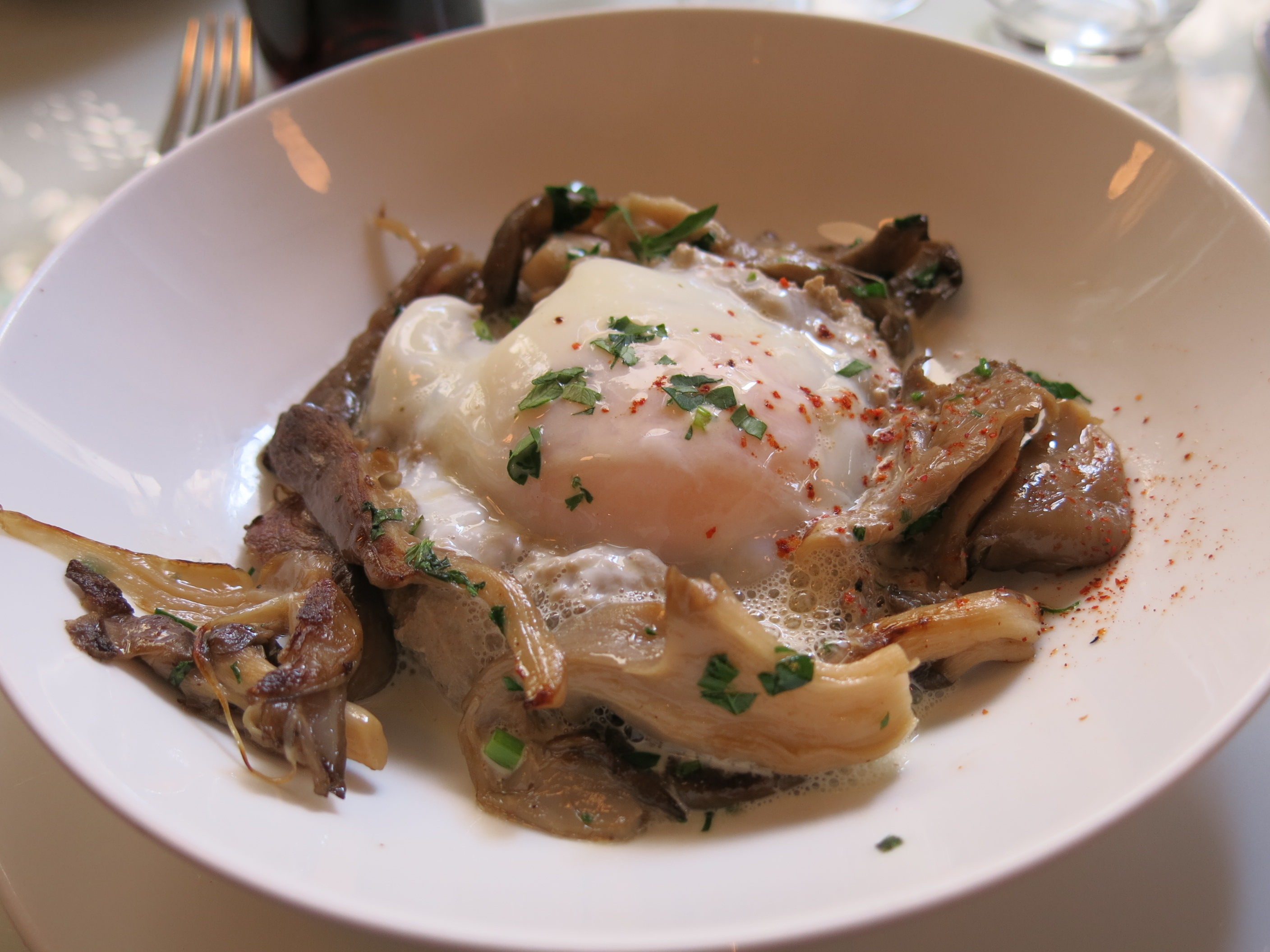
Un œuf parfait avec des champignons.

L'œuf parfait est un œuf cuit dans sa coquille à basse température, dans une eau chauffée autour de 64 °C, de façon que le blanc et le jaune cuisent au plus proche de leur température de coagulation et parviennent à la même consistance moelleuse. Le temps de cuisson est d'environ une heure, entre au moins quarante-cinq minutes à plusieurs heures, selon les recettes.

## Caractéristiques
Des techniques de cuisson d’œufs en dessous du point d'ébullition étaient déjà connues de la cuisine traditionnelle japonaise (les onsen tamago, œufs cuits plus de quinze minutes dans des sources chaudes) et des communautés juives de Grèce et de Turquie qui cuisaient les œufs hamine pendant six heures dans des braises.
La technique moderne de cuisson à basse température a été mise au point dans le cadre de la vogue de la gastronomie moléculaire : théorisée dans les années 1970-1980 par Bruno Goussault, ingénieur en agronomie et fondateur du Centre de recherche et d’études pour l’alimentation (CREA), elle est présentée pour la première fois sous le nom d’« œuf parfait » en 1987 par le physico-chimiste Hervé This dans le cadre de ses travaux sur l’œuf. Le chercheur démontre que le blanc de l’œuf coagule à 62 °C et le jaune à 68 °C et crée des recettes avec le chef Pierre Gagnaire, dans une fourchette thermique de quelques degrés.
Pour avoir une cuisson parfaite, on estime qu’il faut cuire l’œuf à 64 °C ou 65 °C (au CREA ; il est cuit 45 minutes à 63,2 °C).
L’œuf parfait connaît une grande vogue en restauration. Le chef Olivier Nasti nomme entre 2014 et 2018 son restaurant deux étoiles le 64°, en référence à cette recette. En 2012, Le Figaroscope le recense comme une marque de snobisme parisien.
C'est un mode de préparation qui nécessite des équipements de cuisson permettant une maîtrise et une précision de la température de cuisson. Si la température est trop basse, l’œuf ne coagule pas, si elle est trop haute, on obtient une consistance d’œuf mollet. Au départ, on ne trouvait ce genre d'équipement qu'en restauration commerciale mais il devient de plus en plus courant avec la démocratisation des thermoplongeurs pour la cuisson sous vide et de mijoteuses contrôlables au degré près.
En gastronomie, il fonctionne avec les mêmes associations que les œufs durs, à la coque, mollets et pochés,.